# 4557 Mika
4557 Mika eller 1987 XD är en asteroid i huvudbältet som upptäcktes 14 december 1987 av de båda japanska astronomerna Kazuro Watanabe och Masayuki Yanai vid Kitami-observatoriet. Den är uppkallad efter Kazuro Watanabes fru, Mika Watanabe.
Asteroiden har en diameter på ungefär 14 kilometer och den tillhör asteroidgruppen Eos.